# Федеріко Пенья
Федеріко Фабіан Пенья (англ. Federico Fabian Peña; нар. 15 березня 1947, Ларедо, Техас) — американський державний діяч, який займав посади міністра транспорту (1993—1997) і міністра енергетики (1997—1998) в адміністрації президента Білла Клінтона.

## Біографія
Закінчив Техаський університет в Остіні зі ступенем бакалавра мистецтв (1969) і доктора права (1972). Після закінчення університету переїхав до Колорадо, де займався юридичною практикою. У 1979 році був обраний до Палати представників Колорадо. У 1983 році Пенья брав участь у виборах мера Денвера і здобув перемогу над Вільямом Макніколсом, який займав цю посаду. У 1987 році він був успішно переобраний на другий термін. Під час президентської виборчої кампанії 1992 року Пенья був радником Білла Клінтона з питань транспорту, а після його перемоги очолив міністерство транспорту. Він домовився про укладення міжнародних авіаційних угод з 41 країною, скоротив кількість співробітників міністерства приблизно на 11 тисяч осіб. Був автором нової авіаційної стратегії, яка відкрила ринки авіаперевезень по всьому світу, сприяючи пожвавленню авіаційної галузі. Незважаючи на те, що спочатку Пенья планував покинути адміністрацію Клінтона після закінчення його першого президентського терміну, в 1997 році він став главою міністерства енергетики. На цій посаді він керував найбільшою приватизацією в історії США — продажем нафтового родовища Елк-Хіллс за 3,654 мільярда доларів США.